# Romans pour la jeunesse (collection)
Romans pour la jeunesse est une collection française de livres pour la jeunesse créée en 1932 par les Éditions Rouff.

## Liste des titres parus

### Première série (couverture rouge à 50 centimes)
- 1  Les Écumeurs du Kaouélo par Léonce Prache
- 2  Les Naufragés du désert par Jacques Ribières
- 3  Le Bouddha qui parle par Paul Darcy
- 4  Le Dock mystérieux par Henry de Graffigny
- 5  L'Idole aux quatre visages par Marcel Rosny
- 6  Les Chercheurs d'or de l'Alaska par Jean Victor
- 7  Le Loup du Pacifique par H. L. Nox
- 8  Les Pirates de la prairie par Jean Bourdeaux
- 9  Le Mousse de ″La Conquérante″ par Paul Darcy
- 10 Dans les griffes des hommes jaunes par Léonce Prache
- 11 Les Bandits de San Francisco par Jacques Ribières
- 12 Le Trésor de la ville morte par Christian Sancerre
- 13 Le Cavalier fantôme par Jean Bourdeaux
- 14 L'Île aux espions par René Virard
- 15 Parmi les mangeurs d'hommes par Jean Victor
- 16 Le Bolide d'or par Henry de Graffigny
- 17 Un drame à Rio de Janeiro par Paul Darcy
- 18 Les Voleurs de pépites par Léonce Prache
- 19 Aux prises avec les gangsters par Félix Celval
- 20 Les Évadés de Sibérie par Henry de Graffigny
- 21 Prisonniers des invisibles par B. Le Jeune
- 22 Les Secrets de la jungle par Félix Léonnec
- 23 Les Trois points noirs par Jacques Ribières
- 24 Les Mystères de la forêt équatoriale par Henry de Graffigny
- 25 Le Jaguar noir par Paul Darcy
- 26 Les Naufragés des glaces par René Duchesne
- 27 L'Anneau de Siva par Léonce Prache
- 28 Les Contrebandiers de Shanghaï par El Macho
- 29 Le Document mystérieux par Alin Monjardin
- 30 La Vallée de l'or par Henry de Graffigny
- 31 Les Fauves du Grand-Ouest par Guy Vander
- 32 Le Temple sacré par Félix Léonnec
- 33 Le Vol du collier par Paul Darcy
- 34 Captives des Indiens par Léonce Prache
- 35 Le Secret des dieux jaunes par Paul d'Arnay
- 36 Un dangereux héritage par André Hache
- 37 Les Pillards des sables par René Virard
- 38 Les Ravisseurs de l'Amazone par El Macho
- 39 Le Plan volé par René Duchesne
- 40 Les Robinson de la mer de Corail par Henry de Graffigny
- 41 Les Émigrants de la pampa par Léonce Prache
- 42 Les Bandits de l'Afrique australe par Paul Darcy
- 43 En plein mystère par El Macho
- 44 Un drame au fond de la mer par Alin Monjardin
- 45 La Sorcière de la Sierra-Nera par Marcel Rosny
- 46 Captifs des pygmées par Félix Léonnec
- 47 Le Dévouement de l'aviateur par Henry de Graffigny
- 48 Le Trésor de l'oncle Gomès par René Duchesne
- 49 Dans les repaires de l'Himalaya par Paul Darcy
- 50 Les Mongols révoltés par Léonce Prache
- 51 Le Dirigeable disparu par René Duchesne
- 61 Les Aviateurs du Pacifique
- 62 Un cri dans l'ombre
- 63 Les Proscrits de Carueza
- 64 Le Cheik au double visage
- 65 La Ferme aux crocodiles
- 66 Le Drame du poste 4
- 67 À l'assaut du Mont Everest
- 68 Les Gangsters du Cap
- 69 Le Secret des terres bleues
- 70 Les Chercheurs de diamants
- 71 Le Bouddha d'or
- 72 Dans les plaines de la pampa
- 73 La Sorcière du Hoggar
- 74 L'Énigme des sables
- 75 La Bande des "chandails verts"
- 76 Enlevé par les Indiens
- 77 Les Écumeurs de la brousse
- 78 Marchands d'esclaves
- 79 Le Secret de la Grande muraille
- 80 Prisonniers des Patagons
- 81 Le Ranch incendié
- 82 Les Ressuscités du volcan
- 83 La Prison aérienne
- 84 Le Condamné de San-Marco
- 85 Pour retrouver un père par André Hache, 1934
- 86 Dans l’île de la peur
- 87 Contrebandiers malgré eux
- 88 L'Abîme d'or
- 89 Égarés dans les glaces
- 90 Les Démons de la prairie
- 91 Charlot et sa mascotte
- 92 Les Trois papillons
- 93 Terre d'épouvante
- 94 Le Capitaine Poing-de-Fer
- 95 Les Pirates de Yang-Tsé
- 96 Les Robinsons de l'espace
- 97 Les Mangeurs de perles
- 98 L'Avion tragique
- 99 Vers le Temple du Soleil
- 100 L'Expédition du "Risque-tout"
- 101 Les Maîtres de la nuit
- 102 Le Monstre du Lac Bleu
- 103 Les Tigres du dragon rouge
- 104 Un trio de coquins
- 105 Les Éperviers de la frontière
- 106 La Rivière merveilleuse
- 107 Les Perles du collier
- 108 L'Anneau de fer
- 109 L'Envoyé de Sumatra
- 110 Joé le cow-boy
- 111 L'Enfant de la jungle
- 112 L'Extraordinaire Voyage
- 113 Les Gangsters de la nuit
- 114 Aux mains des Touaregs
- 115 L'Iceberg mécanique
- 116 Le Fils du bagnard
- 117 Dans les ruines sacrées
- 118 Chez les cannibales
- 119 Les Marins de "l'Intrépide"
- 120 La Revanche du Cipaye
- 121 Prisonniers des Convicts
- 122 Cloclo, champion de boxe
- 123 Le Trésor sous les eaux
- 124 Le Gaucho mystérieux
- 125 Le Phare perdu
- 126 Le Roi des Vaqueros
- 127 Pour gagner la coupe
- 138 La Vengeance de l'évadé
- 139 Deux détectives amateurs
- 140 Le Mystère de Bornéo
- 141 La Reine des pirates
- 142 Le Bandit démasqué
- 143 Les Écumeurs des sables
- 144 Le Rayon infernal
- 145 La Plantation de Long-Rocher
- 146 La Chasse au trésor
- 147 Le Gong tragique
- 148 Le Placer 13
- 149 L'Insaisissable
- 150 L'Indéchiffrable Mystère
- 151 Rifle d'argent
- 152 Le Trésor de la pagode
- 153 Vedette malgré lui
- 154 Les Chasseurs de venins
- 155 La Colline assiégée
- 156 Le Diamant tragique
- 157 Dans les entrailles de la terre
- 158 Les Voleurs de Silverhill
- 159 L'Enlèvement mystérieux
- 160 Un drame en pousse-pousse
- 161 La Forêt rouge
- 162 Le Masque arraché
- 163 La Terre des poisons
- 164 Le Blessé du Libertad
- 165 Perdus sur un iceberg
- 166 Le Chemin de feu
- 167 La Mine de Miraxill
- 168 Un legs de cinquante millions
- 169 L'As des spahis
- 170 L'Orphelin de la brousse
- 171 Celui qu'on ne soupçonnait pas
- 172 La Momie aux neuf émeraudes
- 173 Le Gangster de Frisco
- 174 Le Mystère du studio F
- 175 L'Empereur du bagne
- 176 Le Fantôme de sable
- 177 Deux Français en Abyssinie
- 178 L'Île aux morses
- 179 Le Trésor du Pacifique
- 180 Cours toujours
- 181 Le Fakir de l'île perdue
- 182 Les Mousses courageux
- 183 Les Loups du pôle
- 184 L'Équipage du Santiago
- 185 La Cité en flammes
- 186 L'Avion de la sierra
- 187 Les Signes mystérieux
- 188 Le Boy volant
- 189 Les Voleurs d'ivoire
- 190 Le Serpent d'or
- 191 Le Monstre de l'île sans nom
- 192 La Mine de rubis
- 193 Les Chasseurs de tigres
- 194 Le Dernier Bandit corse
- 195 La Révolte du radjah
- 196 Le Trésor du Colorado
- 197 Un mystère à Stamboul
- 198 Le Protecteur inconnu
- 199 Le Capitaine de L'Étoile Polaire
- 200 Le Cargo maudit

### Deuxième série (couverture bleue à 75 centimes)
- 201 L’Équipe sans capitaine
- 202 Prisonnier des Pygmées
- 203 Les Chasseurs d'hommes
- 204 L'Oiseau de France
- 205 Le Robinson de la jungle
- 206 Moreno, le métis
- 207 Dans le désert des Bischarrins
- 208 La Montagne magique
- 209 L'Aventure du Bounty
- 210 Les Adorateurs de Siva
- 211 L'Île des marabouts
- 212 L'Idole égyptienne
- 213 Une révolte au pays noir par Delphi Fabrice, 1936
- 214 Les Dieux de la lune
- 215 Le Coureur de savanes
- 216 Le Placer maudit
- 217 L'Oncle de  Madagascar
- 218 Adi, l'espion
- 219 La Ferme maudite
- 220 L'Étrange Aventure du professeur Morize
- 221 Une dette sacrée
- 222 Le Galion perdu
- 223 Les Voleurs de chevaux
- 224 Le Mystérieux docteur Kraff
- 225 Le Fils blanc du Targui
- 226 Chez les bouilleurs de crânes
- 227 L'Île du docteur March
- 228 L'Affaire de l'avion postale
- 229 Les Chasseurs de papillons
- 231 L'Île sanglante
- 232 La Cassette volée
- 233 Les Rois de la steppe
- 234 Le Trois-mâts la "Tourmente"
- 235 Les Pirates de l'île déserte
- 236 Le Tyran du Hoggar
- 237 La Jonque au trésor
- 238 Les Coureurs d'aventures
- 239 La Corniche du diable
- 240 Le Cratère du Mérapi
- 241 Les Conquérants de la mine d'or
- 242 L'Émeraude volée
- 243 Haine de scaphandrier
- 244 Le Roi des bateaux naufragés
- 245 Le Prisonnier de la Kaaba
- 246 Traître ou héros ?
- 247 Prisonnier des lamas
- 248 La Pagode du tigre noir
- 249 Abandonnés en mer
- 250 La Croix de sang
- 251 Le Gangster milliardaire
- 252 Au pays des diamants
- 253 L'Or de la forêt vierge
- 254 L'Île d'enfer
- 255 Le Trésor des Kierriec
- 256 Seul sur l'océan
- 257 Les Naufragés du "Cambridge"
- 258 Les Émeutiers de Djabalpour
- 259 Le Démon blanc
- 260 Trois millions dans les airs
- 261 La Patrouille des Robinsons
- 262 Le Lac des ténèbres
- 263 Vers les mines de sel
- 264 Le Dragon volant
- 265 Les Aviateurs des Andes
- 266 Le Mystérieux Monsieur Wou
- 267 La Guerre du caoutchouc
- 268 La Ville sans lumière
- 269 Les Révoltés de Bornéo
- 270 Les Espions de Marrakech
- 271 Bébert mécano
- 272 Les Chasseurs de phoques